# MYC
A MYC protoonkogén, bHLH-transzkripciósfaktor a MYC gén által kódolt fehérje, a myc transzkripciósfaktor-család tagja. Bázikus hélix-gyűrű-hélix (bHLH) szerkezeti motívuma van.

## Funkció
A gén protoonkogén, és magi foszfoproteint kódol, mely fontos a sejtciklus előrehaladásában, az apoptózisban és a sejtátalakulásban. A kódolt fehérje heterodimert alkot a megfelelő transzkripciós faktorral, a MAX-szal. E komplex az E box-DNS konszenzusszekvenciájához köt, és bizonyos célgének transzkripcióját szabályozza. Erősítése gyakori számos humán rákban. A gént érintő kromoszómatranszlokációk összefüggnek többek közt a Burkitt-limfómával és a mielóma multiplexszel. A transzláció egy korábbi keretbeli CUG és egy későbbi AUG kezdőhelyről is elindul, két eltérő N-terminusú izoformát létrehozva.

## Gyógyszercélpontként
Normál körülmények közt a c-Myc bHLHZip doménje révén más transzkripciós faktorokkal, például a MAD-del, a MAX és az MNT transzkripciós faktorokkal heterodimerizál. A Myc/Max-dimerek aktiválják a géntranszkripciót, a Mad/Max- és az Mnt/Max-dimerek gátolják a Myc-et. A c-MYC-et a legtöbb humán rák túlexpresszálja, és ahol túlexpresszálódik, növeli a ráksejtek proliferációját.
Egy rekombináns c-Myc-forma, a 4 mutációt tartalmazó Omomyc is ismert. Heterodimerizálódik a c-Myc-kel, és gátolja annak transzkripciós aktivitását. Az NIH3T3 egérráksejtvonal Omomyckel való kezelése gátolja a proliferációját. Egy egérrákmodellben, ahol a ráksejtek feltételesen expresszálják az Omomycet, az Omomyc tumorregressziót, csökkent proliferációt okoz, és növeli a tumorszövet apoptózisát.
Az Omomyc erős affinitást mutat a MAX (Myc-asszociált X fehérje) és a CACGTG E-box-DNS-szekvenciák felé, mely a sejtproliferáció normál növekedésifaktor-szabályzásról való leválását és a rákban sok fenotipikus jelét okozza. Omomyc also can bind MYC monomers and prevent it entering the nucleus.
A rekombináns Omomycet gyógyszerként is kifejlesztik (OMO-103) és 2022-ben klinikai kísérletek alatt állt.
A G-kvadruplexek többek közt a MYC gén transzkripcióját és transzlációját is modulálják.
Yao et al. 2023-ban kimutatták, hogy a MYC irányítja a B-limfóma sejtjeinek az EGR1-függő apoptózistól védő redoximechanizmusát. A MYC által működő B-limfóma-sejtek gyakori oldékony antioxidánsoknak nem állnak ellen – azok in vivo gátolják a tumornövekedést.
Li et al. 2024-ben feltételezett MYC-gátlókat állítottak elő sztereodiverz biciklikus peptidekből. Mivel a MYC alapvetően rendezetlen fehérje kötőhely nélkül, gyors transzkripcióval és transzlációval és 30 percnél rövidebb felezési idővel, nehéz MYC-et célzó gyógyszert fejleszteni. 42 ilyen peptidet állítottak elő, ebből 40 szekvenálható volt, igazolva az általuk előállított NTB-k minőségét. Az NT-B2R in vitro a MYC-hez köt, így gátolva azt.

## Fordítás
Ez a szócikk részben vagy egészben  a   MYC című angol Wikipédia-szócikk ezen változatának fordításán alapul.  Az eredeti cikk szerkesztőit annak laptörténete sorolja fel. Ez a jelzés csupán a megfogalmazás eredetét és a szerzői jogokat jelzi, nem szolgál a cikkben szereplő információk forrásmegjelöléseként.